# گییرمو ردریگز لارا
گییرمو ردریگز لارا (به اسپانیایی: Guillermo Rodríguez Lara) (زادهٔ ۴ نوامبر ۱۹۲۳) دیکتاتور نظامی سابق اکوادور است. وی از ۱۵ فوریه ۱۹۷۲ تا ۱۱ ژانویه ۱۹۷۶ رئیس‌جمهور این کشور بود. گییرمو ردریگز لارا در ۴ نوامبر ۲۰۲۳، ۱۰۰ ساله شد. او در حال حاضر (۲۰۲۵)، در سن ۱۰۱ سالگی پیرترین رهبر پیشین جهان و پیرترین رئیس‌جمهور پیشین اکوادور است که در قید حیات می‌باشد.